# Bolemoreus
Bolemoreus är ett litet fågelsläkte i familjen honungsfåglar inom ordningen tättingar. Släktet omfattar endast två arter som förekommer i nordöstra Australien:
- Glasögonhonungsfågel (B. frenatus)
- Eungellahonungsfågel (B. hindwoodi)

Arterna i släktet inkluderas tidigare i Lichenostomus, men genetiska studier visar att de inte står varandra närmast.